# Enges
Enges je bývalá samostatná obec v kantonu Neuchâtel na západě Švýcarska. Má 272 obyvatel. 
Dne 1. ledna 2025 se obec sloučila s obcemi Hauterive, La Tène a Saint-Blaise a vytvořily obec Laténa.

## Geografie
Enges leží v nadmořské výšce 816 metrů, vzdušnou čarou 9 km severovýchodně od hlavního města kantonu, Neuchâtelu. Obec se rozkládá na ostrohu a v jižně orientované kotlině na jižním svahu Jury, v panoramatické poloze vysoko nad rovinou Švýcarské plošiny.
Území obce o rozloze 9,6 km² zahrnuje část jižního svahu Jury s prohlubní Lordel mezi masivem Chasseral a výšinami Serroue. Na severozápadě a severu se území obce rozkládá na zalesněných svazích Jury (Forêt de Pourtalès) až po hřeben nejpřednějšího jurského řetězce. Nejvyšší bod obce se nachází na vrcholu Grand Chaumont ve výšce 1270 m n. m. Zde se nacházejí rozsáhlé jurské vysokohorské pastviny s typickými mohutnými smrky, které zde stojí buď samostatně, nebo ve skupinách. V roce 1997 tvořila zastavěná plocha 2 % rozlohy obce, lesy a háje 53 % a zemědělské plochy 45 %.
K Enges patří nová obytná čtvrť Brisecou na východ od obce, vesnice Lordel v nadmořské výšce 912 m v kotlině mezi Grand Chaumont a Serroue a několik samostatných farem. Sousedními obcemi Enges byly Lignières, Le Landeron, Cressier, Neuchâtel a Val-de-Ruz.

## Historie
Oblast Enges byla osídlena velmi brzy, o čemž svědčí hrobové nálezy z doby halštatské u Lordelu. V římské době vedla dnešní obcí částečně dlážděná cesta Vy d'Etra z Neuchâtelu přes Montagne de Diesse k průsmyku Pierre Pertuis.
První písemná zmínka o obci pochází z roku 1178 pod názvem en Enge, který patřil do majetku kapituly Saint-Imier. V roce 1182 se objevuje zápis Eingu a v roce 1212 Einge. Od 14. století patřila obec do hrabství Neuchâtel a byla součástí okrsku Le Landeron. Stejně jako mateřská farnost Cressier zůstalo i Enges během reformace katolické. Od roku 1648 byl Neuchâtel knížectvím a od roku 1707 byl personální unií připojen k Pruskému království. V roce 1806 bylo území postoupeno Napoleonovi a v roce 1815 v rámci Vídeňského kongresu dostalo do Švýcarské konfederace, i když pruští králové zůstali až do Neuchâtelské smlouvy z roku 1857 také knížaty Neuchâtelu. V roce 1856 padlo sedm domů a kaple za oběť požáru vesnice.

## Obyvatelstvo
| Rok            | 1750 | 1850 | 1880 | 1900 | 1950 | 2000 |
| Počet obyvatel | 102  | 230  | 176  | 204  | 143  | 288  |

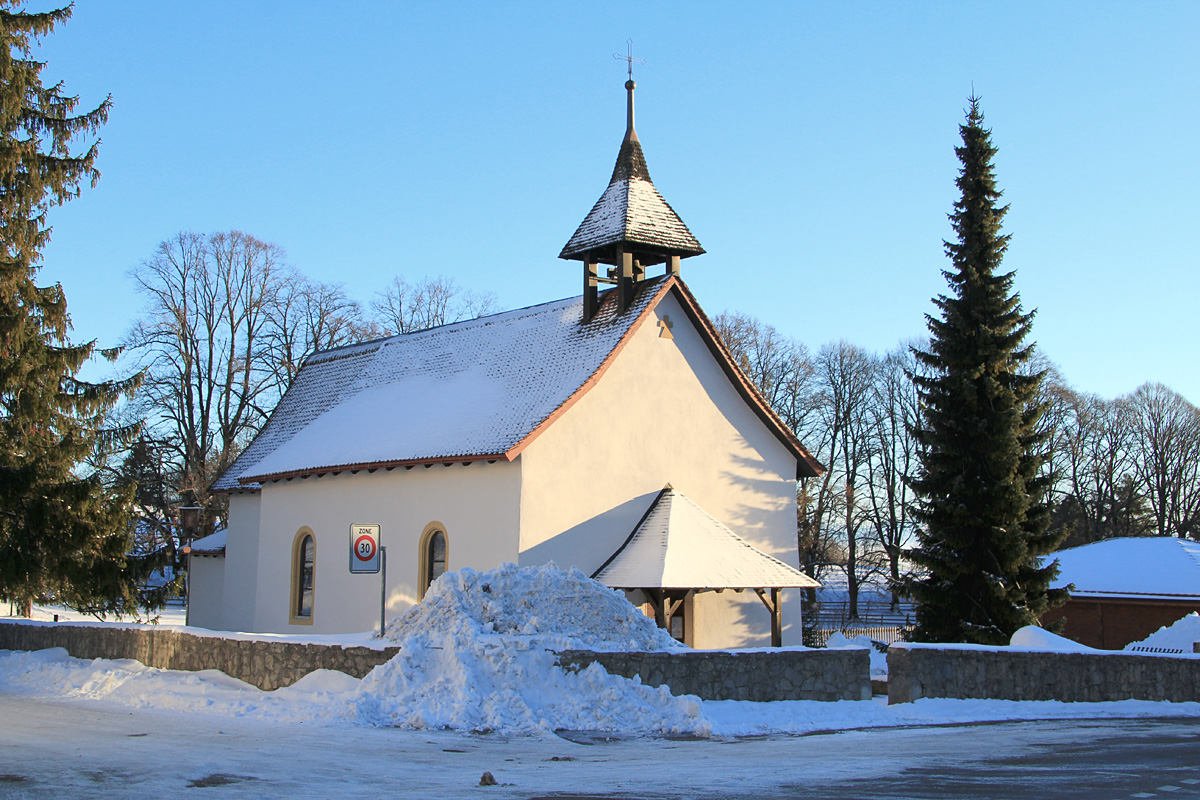
Kaple

K 31. prosinci 2021 v obci žilo 264 obyvatel. Z celkového počtu obyvatel je 88,6 % francouzsky mluvících, 8,7 % německy mluvících a 1,4 % anglicky mluvících (stav v roce 2000). Počet obyvatel se od roku 1900 (tehdy 204 obyvatel) do roku 1950 (143 obyvatel) snížil, ale zhruba od roku 1980 výrazně vzrostl.

## Hospodářství
Až do počátku 80. let 20. století byla obec Enges převážně zemědělskou obcí, poté se vyvinula v rezidenční obec. Vzhledem k tomu, že v obci je jen málo pracovních míst mimo primární sektor, mnoho pracujících dojíždí za prací do oblasti Neuchâtelu.

## Doprava
Obec se nachází mimo hlavní průjezdní komunikace na kantonální silnici vedoucí ze Saint-Blaise do Nods. Enges je napojeno na síť veřejné dopravy prostřednictvím poštovní autobusové linky, která jezdí ze Saint-Blaise do Lignières.